# كورنيليوس فاندربلت الرابع
كورنيليوس فاندربلت الرابع (بالإنجليزية: Cornelius Vanderbilt IV)‏ هو مصور سينمائي وصحفي وجندي وشخصية أعمال وكاتب وكاتب سيناريو ومخرج أمريكي، ولد في 30 أبريل 1898 في جزيرة ستاتن في الولايات المتحدة، وتوفي بنفس المكان في 7 يوليو 1974.